# Толчавожа
Толчавожа — река в России, протекает на юге Лешуконского района Архангельской области. Правый приток реки Комша.
Длина реки составляет 22 км.
Течёт по лесной болотистой местности. Генеральным направлением течения в верхнем течении является восток, в среднем и нижнем — север. Впадает в Комшу напротив южной окраины болота Большое.

## Данные водного реестра
По данным государственного водного реестра России относится к Двинско-Печорскому бассейновому округу, водохозяйственный участок реки — Мезень от истока до водомерного поста у деревни Малонисогорская. Речной бассейн реки — Мезень.
Код объекта в государственном водном реестре — 03030000112103000048259.